# Ekerekeme Agiomor
Ekerekeme Agiomor (ur. 16 grudnia 1994) – nigeryjski zapaśnik walczący w stylu wolnym. Olimpijczyk z Tokio 2020, gdzie zajął trzynaste miejsce w kategorii 86 kg.
Trzynasty na igrzyskach wspólnoty narodów w 2022. Mistrz Afryki w 2018 i trzeci w 2019, 2020 i 2022 roku.